# サロメ・アレクサンドラ

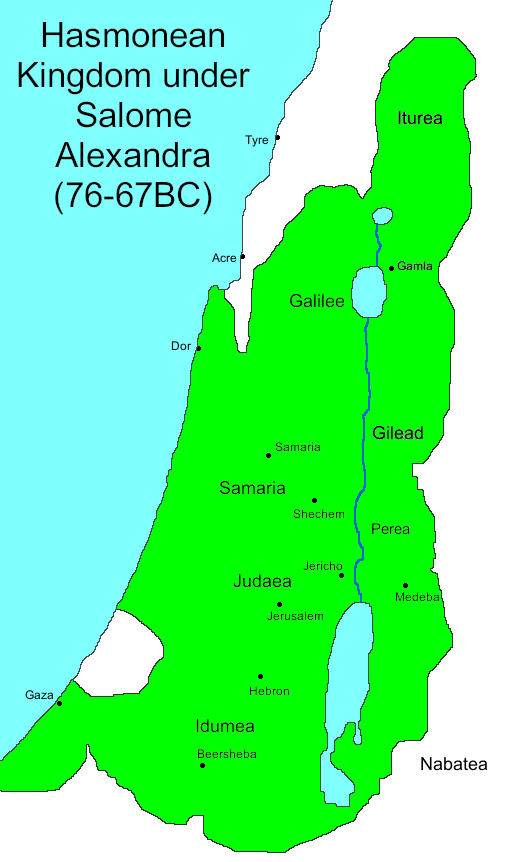
サロメ・アレクサンドラ時代のハスモン朝

サロメ・アレクサンドラ（ヘブライ語：שְׁלוֹמְצִיּוֹן, ラテン文字表記：Salome Alexandra, 紀元前139年 - 紀元前67年）は、古代イスラエルを支配したハスモン朝の女王（在位：紀元前76年 - 紀元前67年）。ハスモン朝の王アレクサンドロス・ヤンナイオスの夫人でヨハネ・ヒルカノス2世とアリストブロス2世の母。

## 即位
アリストブロス1世と結婚していたが、夫が紀元前103年に統治わずか1年で死亡すると、夫の兄弟で投獄されていたアレクサンドロス・ヤンナイオスを釈放、結婚して統治者とした。紀元前76年のヤンナイオスの死後、息子で気弱なヨハネ・ヒルカノス2世を大祭司とし、自らは女王として統治を行なった。これは次男アリストブロス2世の不満を高める結果となった。

## ファリサイ派の専横
夫の遺言に従い、弾圧されていたファリサイ派との和解を果たし、民衆に影響力を及ぼしていたファリサイ派の権勢はますます高まった。エジプトに亡命していたシモン・ベン・シェタハを呼び戻し、サンヘドリンの議長に任命した。ハスモン朝を敵視していたファリサイ派との和解は、一応国内に安定をもたらしたものの、息子たちの権力争いや重税に対する民衆の不満は募りつつあった。記録によれば、｢肝臓くらいの大きさの麦の穂、オリーブの実ほどの大麦の実」、「金のつぶのようなレンズ豆」など豊富な収穫物に支えられ、富裕な生活を送っていたと言われ、穀物の3分の1、果樹園・ブドウ畑の収穫の半分を受け取る権利を持ち、塩税など間接税による負担も民衆には苦痛であったと思われる。
ファリサイ派は、ヤンナイオス時代に自分たちを弾圧した人々に報復し、ディオゲネスらを殺害した。このため、反ファリサイ派はアリストブロスを先頭に反発し、彼らにヒュルカニア、アレクサンドレイオン、マカイロスを除く要塞の守備を任せることになった。
アルメニアの王ティグラネス2世がシリアのセレウコス朝支配を目指し進軍してくると、使者を送り友好関係を確認した。結局、ティグラネスは共和政ローマとの戦いのため帰国し、事なきを得た(紀元前69年頃)。

## アリストブロスの反乱とアレクサンドラの死
アレクサンドラが重病になると、アリストブロス2世はアガバへ脱出し、パライステスの庇護下に入った。アリストブロスはファリサイ派の専横を嫌い、権力奪取のために挙兵した。アリストブロスには続々と合流者が現れ、エルサレムの長老団やヒルカノス2世は狼狽した。彼らはアレクサンドラの決断を求めたが、アレクサンドラは彼らが得策と考える手段をとればよい、自分は体力も尽きてしまい、国事に気持ちを向けることさえできないと述べた。
アレクサンドラはまもなく72歳で死去した。
彼女の死後、息子たちが後をついで王位についたが、やがてポンペイウスに率いられたローマ軍が到来することでハスモン朝の時代は終焉することになる。